# Agathia samuelsoni
Agathia samuelsoni là một loài bướm đêm trong họ Geometridae.